# 여성경제신문
여성경제신문은 (주)에스엠이엔(SMEN)에서 발행하는 인터넷 종합 경제 신문으로서 중앙일보사 논설위원 출신인 정경민 씨가 대표이다. <우먼센스>와 <리빙센스> 등의 여성지를 발행하던 서울문화사에서 2014년 5월 29일 창간했으며 당시 발행인은 이정식 서울문화사 대표이사였다. 2021년 6월 1일 (주)에스엠이엔으로 계열 분리되었다.
창간 당시는 타블로이드판 오프라인 신문도 같이 발행되었는데 2014년 11월 11일 1호에서 2016년 10월 13일 12호까지 1~3개월 간격으로 부정기적으로 발행되다가 휴간되고 현재는 인터넷 매체로서 자리하고 있다.
본사는 서울시 용산구 새창로 221-19 (주)서울문화사 사옥 2층에 있다.

## 연혁
- 2014년

05.29.: 여성경제신문 인터넷 사이트 출범
11.11.: 타블로이드판 종이신문 발간
- 2015년

02.26.: 2015 금융혁신 포럼 '금융감독·금융지배구조 개선의 과제와 대안' 주최
05.29.: 장애인과 비장애인이 함께 하는 희망나눔 콘서트 주최
- 2016년

02.24.: 2016 금융혁신 포럼, ‘인터넷은행·핀테크 시대의 보안과 대응’ 주최
03.18.~11.18.: 해설이 있는 가곡음악회 주최
04.26.: 제22회 서울 신춘가곡제 ‘신춘 가곡의 향연’ 주최
09.25.: 제3회 황영조 서울 마라톤대회 주최
- 2017년

02.23.: 2017 금융포럼, 대선 금융과제 ‘4차 산업혁명과 스마트뱅킹의 미래’ 주최
05.29.: 창간3주년 특집호 발행
09.23.: 제4회 황영조 서울 마라톤대회 주최
- 2018년

02.27.: 2018 금융포럼, ‘한국경제 새 성장엔진 블록체인의 미래’ 주최
09.16.: 제5회 황영조 서울 마라톤대회 주최
- 2019년

02.21.: 2019 금융포럼, 한국금융의 새 돌파구 ‘AI·블록체인의 현재와 미래’ 주최
08.12.: 네이버·카카오 뉴스검색제휴 심사 통과
09.22.: 황영조와 함께하는 제1회 육우로 한마음 마라톤대회 주관
- 2020년

03.10.: 미술품 컬렉터들을 위한 미술전문 웹진 AHWA(아화) 발간
04.23.: 한국예술문화단체연합회 MOU 체결
- 2021년

06.01.: SMEN으로 계열 분리
06.01.: 『팩트경제신문』 제호 변경
09.17.: 문화체육관광부 산하 (사)K-콘텐츠크리에이터연합회(KFCC) 창설 주도 및 부회장사 선임
09.24.: 치매병명개정 공모전
12.10.: 대통령 후보 초청 사회복지 비전 선포대회 공동 주최. 윤석열 안철수 심상정 후보 참석
12.15.: 보건복지부와 함께하는 치매병명개정 토론회 이종성 의원실과 공동 주최
12.24.: K-콘텐츠 크리에이터 콘퍼런스(KCCC) 공동주관
- 2022년

01.06.: (사)한국인터넷신문협회 가입
01.12.: 지방자치단체 노인복지 우수대상 노인복지중앙회와 공동 주관
01.25.: 사회복지정책 아젠다, 국민의힘 약속의 시간 공동 주최. 원희룡 국민의힘 정책본부장 참석
01.28.: 『여성경제신문』 제호 복원
02.28.: 2022 금융포럼 ‘2022대선 금융과제-금융의 미래 크립토 생태계 육성방안’ 주최

## 수상
- 2022.07.20.: 인터넷신문 언론대상 우수상(인신협, ‘복마전 소형 타워크레인’ 기획)

## 자매매체
- 우먼센스
- 리빙센스
- 아레나
- 시사저널
- 시사저널이코노미
- 일요신문
- 비즈한국